# Ramona Martínez (enfermeira)
Ramona Martínez (século XIX) foi uma enfermeira paraguaia escravizada. Ela se tornou uma heroína na Guerra da Tríplice Aliança e foi descrita como "a Joana d'Arc americana".

## Biografia
Pouco se sabe sobre o início da vida de Martínez, exceto que ela foi escravizada pelo presidente Francisco Solano López e sua esposa Eliza Lynch.  É considerada uma heroína da Batalha de Itá Ybaté, durante a Guerra da Tríplice Aliança. Martínez, que tinha 15 ou 22 anos de acordo com diferentes relatos, estava presente na batalha, trabalhando como enfermeira. Quando presenciou o ferimento do Major Francisco Ozuna, inspirou-se a atacar o inimigo com uma espada. Esse ato persuadiu seus camaradas e outros soldados feridos a se engajarem novamente na batalha, o que impediu o avanço dos brasileiros. Como resultado de sua intervenção e de sua luta, o jornal El Semanario a apelidou de "Joana d'Arc americana".

## Historiografia
O papel das mulheres durante a Guerra da Tríplice Aliança foi historicamente negligenciado. Um dos primeiros textos a referir-se ao seu envolvimento foi El libro de los héroes. Páginas históricas de la Guerra del Paraguai, que, segundo a historiadora Carolina Alegre Benitez, introduziu mulheres, incluindo Martínez. Ela também é significativa, pois representa um número de pessoas escravizadas que lutaram na guerra e cujas vidas foram negligenciadas pelos historiadores que pesquisam a guerra, ao lado dos povos indígenas.